# Cantone di Cornus
Il Cantone di Cornus era una divisione amministrativa dell'arrondissement di Millau.
A seguito della riforma approvata con decreto del 21 febbraio 2014, che ha avuto attuazione dopo le elezioni dipartimentali del 2015, è stato soppresso.

## Composizione
Comprendeva i comuni di:
- Le Clapier
- Cornus
- Lapanouse-de-Cernon
- Marnhagues-et-Latour
- Fondamente
- Saint-Beaulize
- Sainte-Eulalie-de-Cernon
- Saint-Jean-et-Saint-Paul
- Viala-du-Pas-de-Jaux